# 山形県道6号米沢停車場線

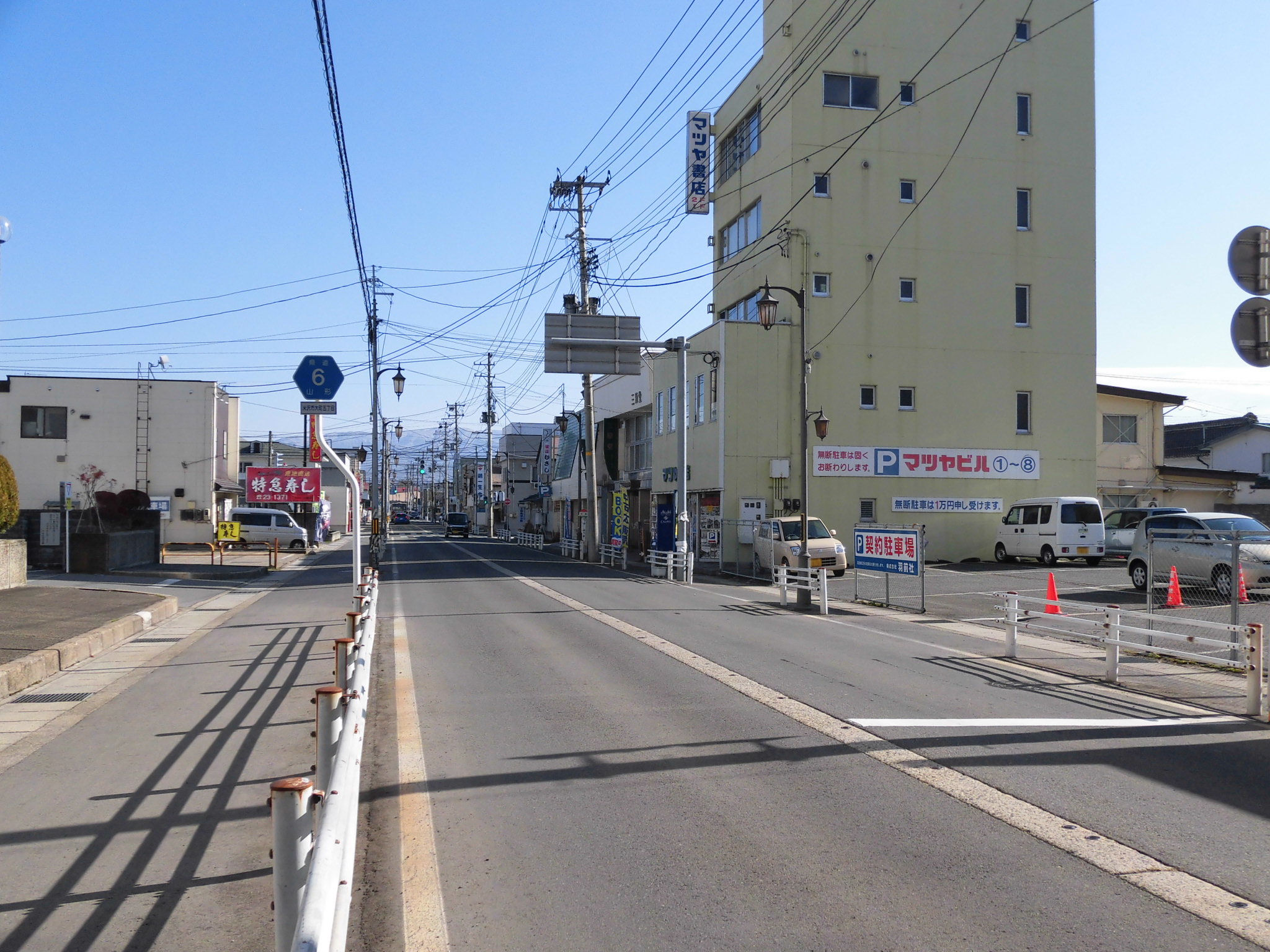
米沢市大町5丁目付近

山形県道6号米沢停車場線（やまがたけんどう6ごう よねざわていしゃじょうせん）は、山形県米沢市内の県道（主要地方道）である。

## 概要

### 路線データ
- 陸上距離：1.3km[1]
- 終点：米沢停車場（山形県米沢市駅前一丁目、米沢駅前交差点）
- 起点：米沢市大町四丁目6番13号先（山形県道3号米沢南陽白鷹線・山形県道233号綱木米沢停車場線交点）

## 歴史
- 1993年（平成5年）5月11日 - 建設省から、県道米沢停車場線を米沢停車場線として主要地方道に指定される[2]。

## 路線状況

### 重複区間
- 山形県道233号綱木米沢停車場線（起点 - 終点）

### 橋梁
- 住之江橋（米沢市、最上川）

## 地理

### 通過する自治体
- 米沢市

### 交差する道路
- 山形県道232号板谷米沢停車場線（起点）
- 山形県道3号米沢南陽白鷹線・山形県道233号綱木米沢停車場線（米沢市大町四丁目、終点）